# Euporus torquatus
Euporus torquatus là một loài bọ cánh cứng trong họ Cerambycidae.